# Wornie
Wornie (lit. Varniai, żmudz. Varnē, niem. Medeniken) – miasto na Litwie, jeden z głównych historycznych grodów Żmudzi, położone na Wysoczyźnie Żmudzkiej, nad rzeką Wirwitą (Wornianką) między jeziorami Łukszta i Birżule. W XV wieku znane pod nazwą  Варни (Wornie), zapis był dokonany w j. starobiałoruskim urzędowym WXL (pol. Miedniki, zapis współczesny). W latach 1417–1864 były stolicą biskupstwa żmudzkiego, w latach 1219–1795 uważane były za stolicę Księstwa Żmudzkiego.

## Historia
W XIII wieku gród Żmudzinów wzmiankowany po raz pierwszy w 1255, ośrodek kultu pogańskiego (była tu najważniejsza świątynia pogańska na Żmudzi), często niszczony przez wyprawy krzyżackie z Prus i Inflant. 27 lipca 1320 pod Miednikami rozegrała się zwycięska bitwa wojsk litewskich podczas której unicestwiony został oddział wojsk zakonu krzyżackiego. W 1329 wielka wyprawa krzyżacka zdobyła zamek.
Od początku XIV wieku Wornie stanowiły ważne miejsce w chrystianizacji Litwy. W 1413 król Polski Władysław Jagiełło razem z księciem Witoldem osobiście dopilnowali zburzenia pogańskiej świątyni i wygaszenia wiecznego ognia, a przybyli z nimi kapłani ochrzcili ludność. Był to symboliczny akt chrztu całej Żmudzi. W miejsce świątyni pogańskiej wybudowano kościół.
W 1417 zostało założone tutaj za sprawą arcybiskupa lwowskiego Jana Rzeszowskiego biskupstwo, którego erygowanie potwierdził w 1421 papież Marcin V. Diecezja żmudzka z siedzibą w Worniach istniała do 1864. Później nakazem władz carskich siedziba biskupa została przeniesiona do Kowna.
W 1491 biskup żmudzki Marcin nadał Worniom prawa miejskie, odnowione w 1635 przez króla polskiego Władysława IV Wazę.
Miejscowość nigdy nie rozwinęła się w większy ośrodek miejski. W XVII wieku była wielokrotnie grabiona i palona przez wojska szwedzkie. Podobny los spotkał miasto na początku XVIII wieku, gdy stało się łupem armii Karola XII.

## Zabytki
- kościół pokatedralny św. Piotra i św. Pawła - zbudowany w miejscu wcześniejszych świątyń, barokowy, wystawiony przez biskupa Kazimierza Paca w 1691, w XIX wieku przebudowany. Cenne wyposażenie wnętrza. W podziemiach groby 13 biskupów żmudzkich.
- kościół św. Aleksandra - kościół farny na Starych Worniach. Pierwotny kościół został ufundowany przez wielkiego księcia Witolda w XIV wieku, w 1774 świątynia została przebudowywana. Po II wojnie światowej zamieniona na magazyn i zdewastowana. W latach 90. XX wieku zwrócona wiernym i odnowiona.
- gmach Seminarium Duchownego wzniesiony w XVIII wieku z fundacji biskupa Jana Dominika Łopacińskiego, istniało do 1864 – przeniesiono je do Kowna. W latach 1926–1931 było więzieniem politycznym. Obecnie w jego wnętrzach mieści się muzeum. Obok dom wikariuszy.
- drewniany dwór - dawna siedziba biskupów żmudzkich.
- pomnik profesora teologii, historyka, pisarza i biskupa żmudzkiego Macieja Wołonczewskiego (1801–1875)

## Galeria

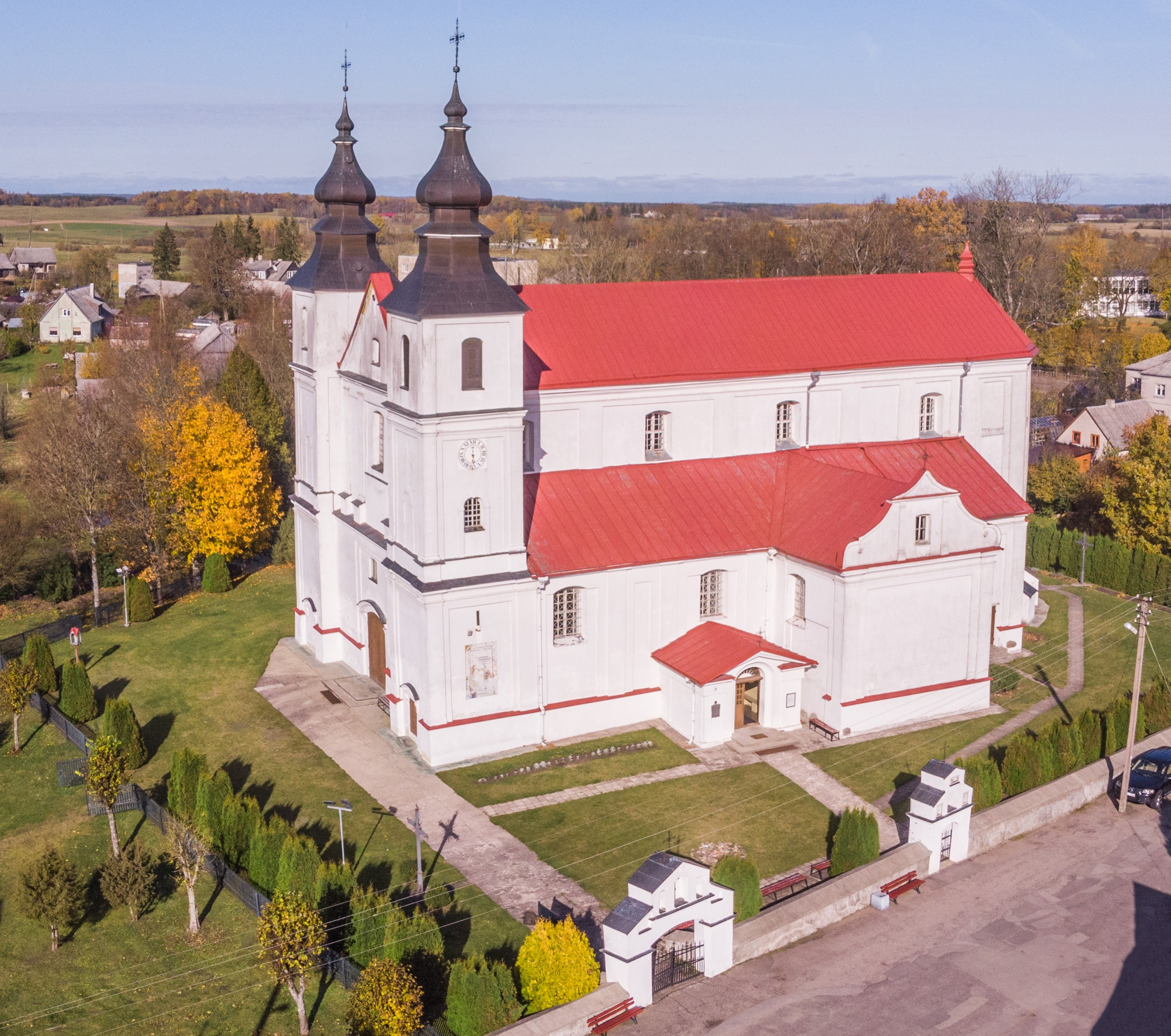
Katedra w Worniach
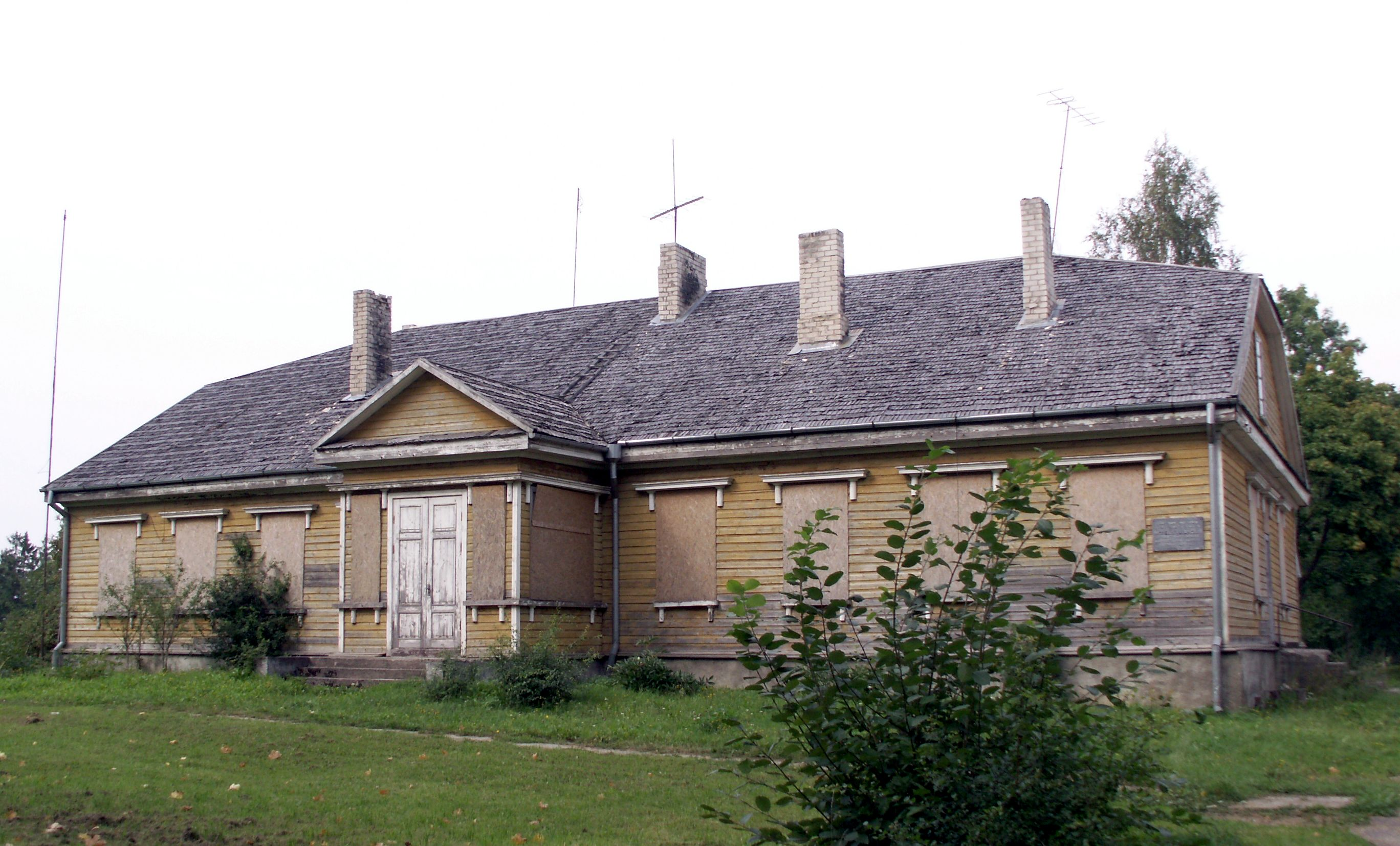
Dwór biskupów żmudzkich
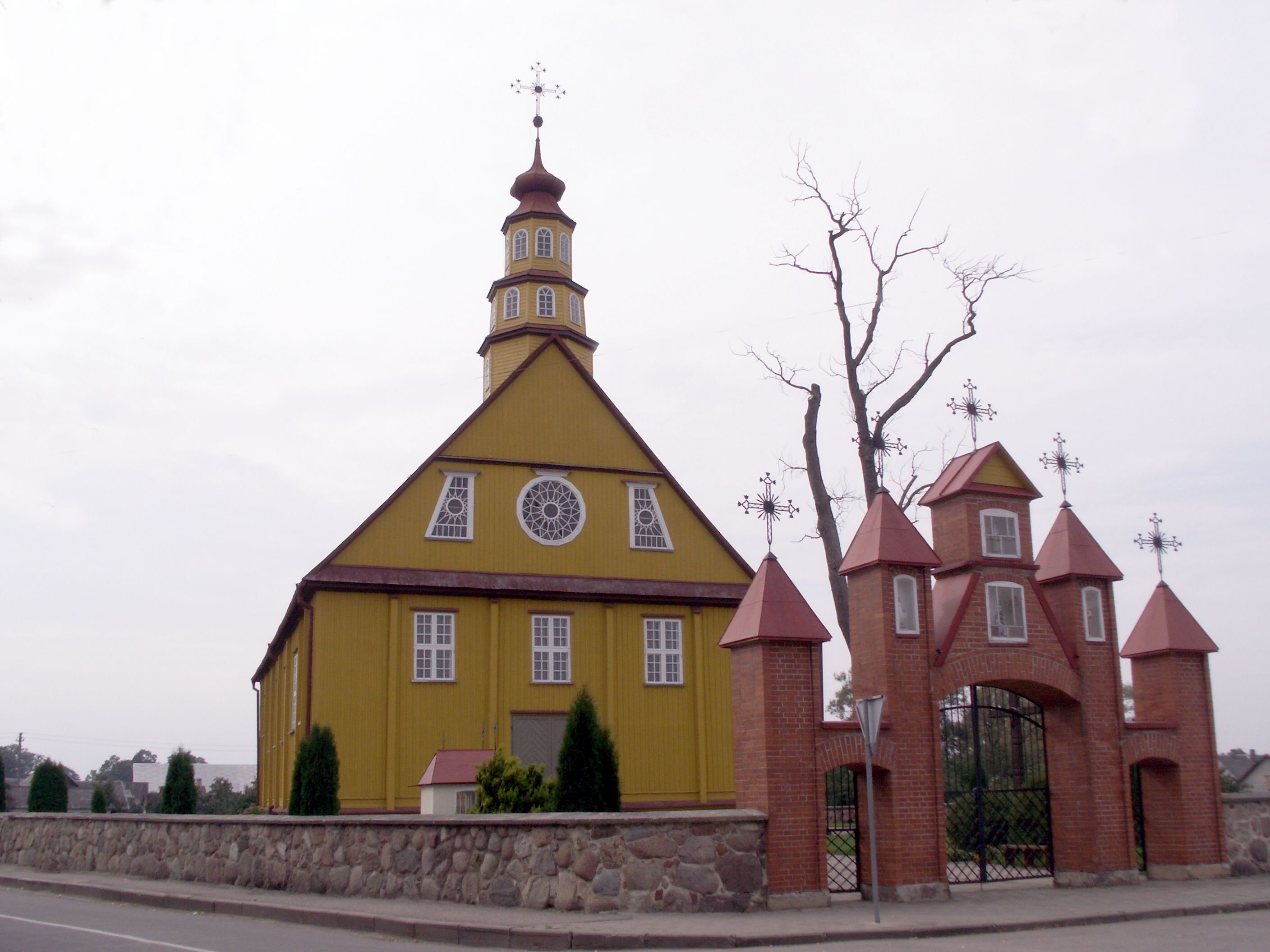
Kościół św. Aleksandra
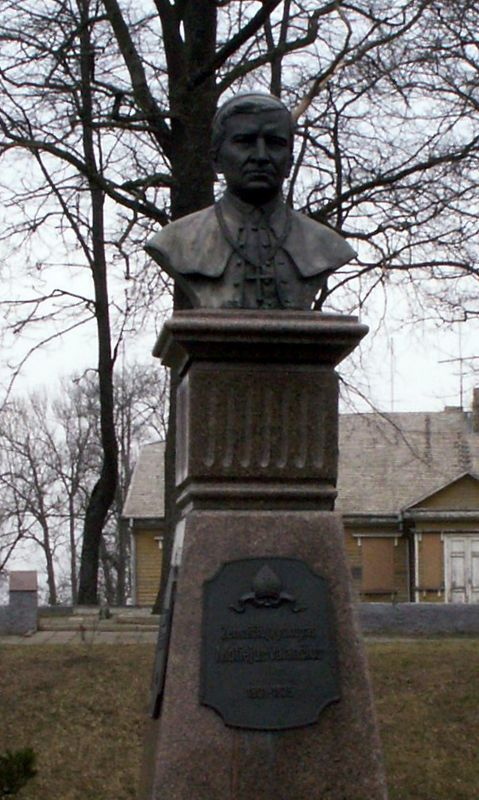
Pomnik Macieja Wołonczewskiego
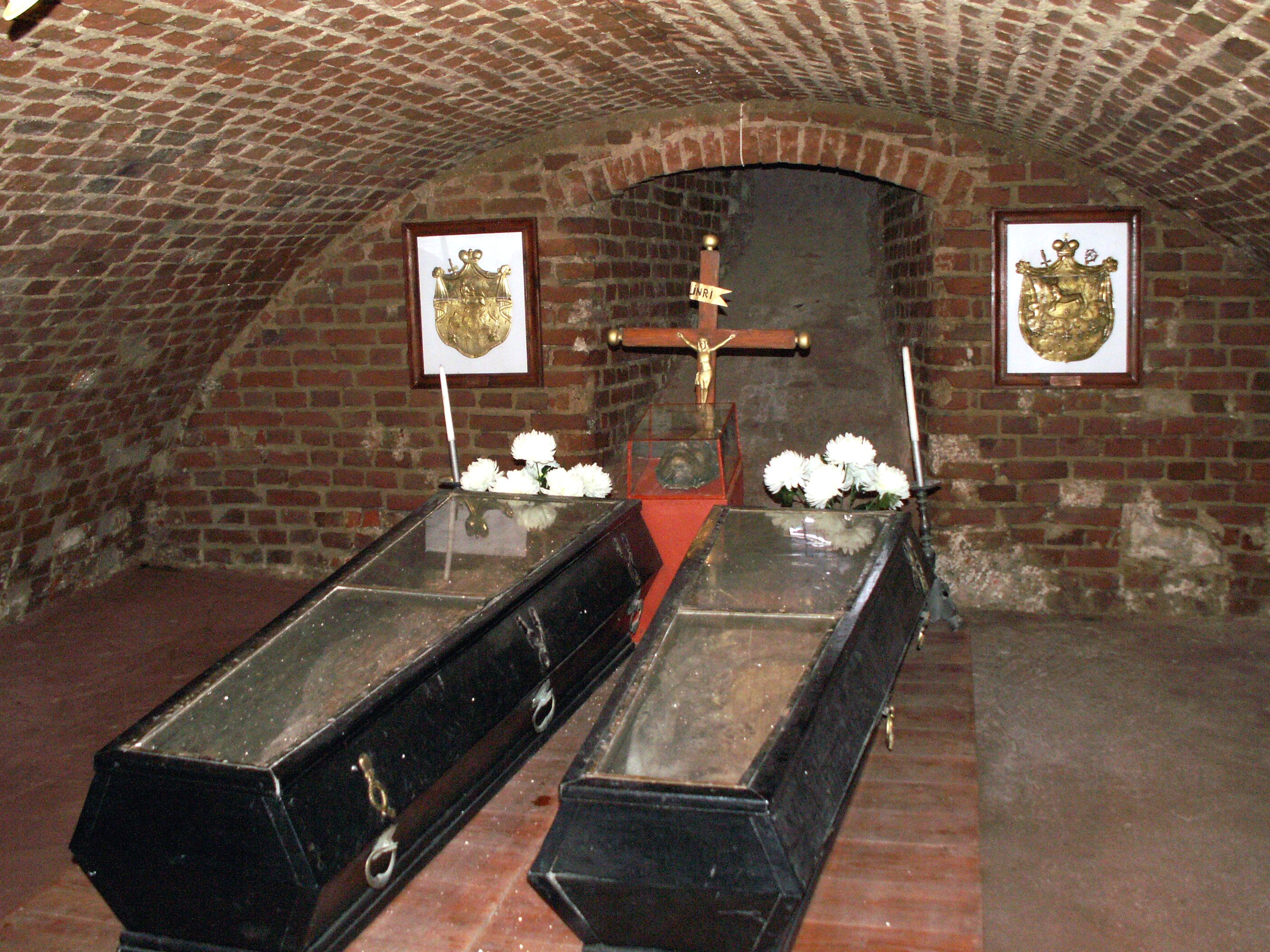
Sarkofag biskupa Giedroycia
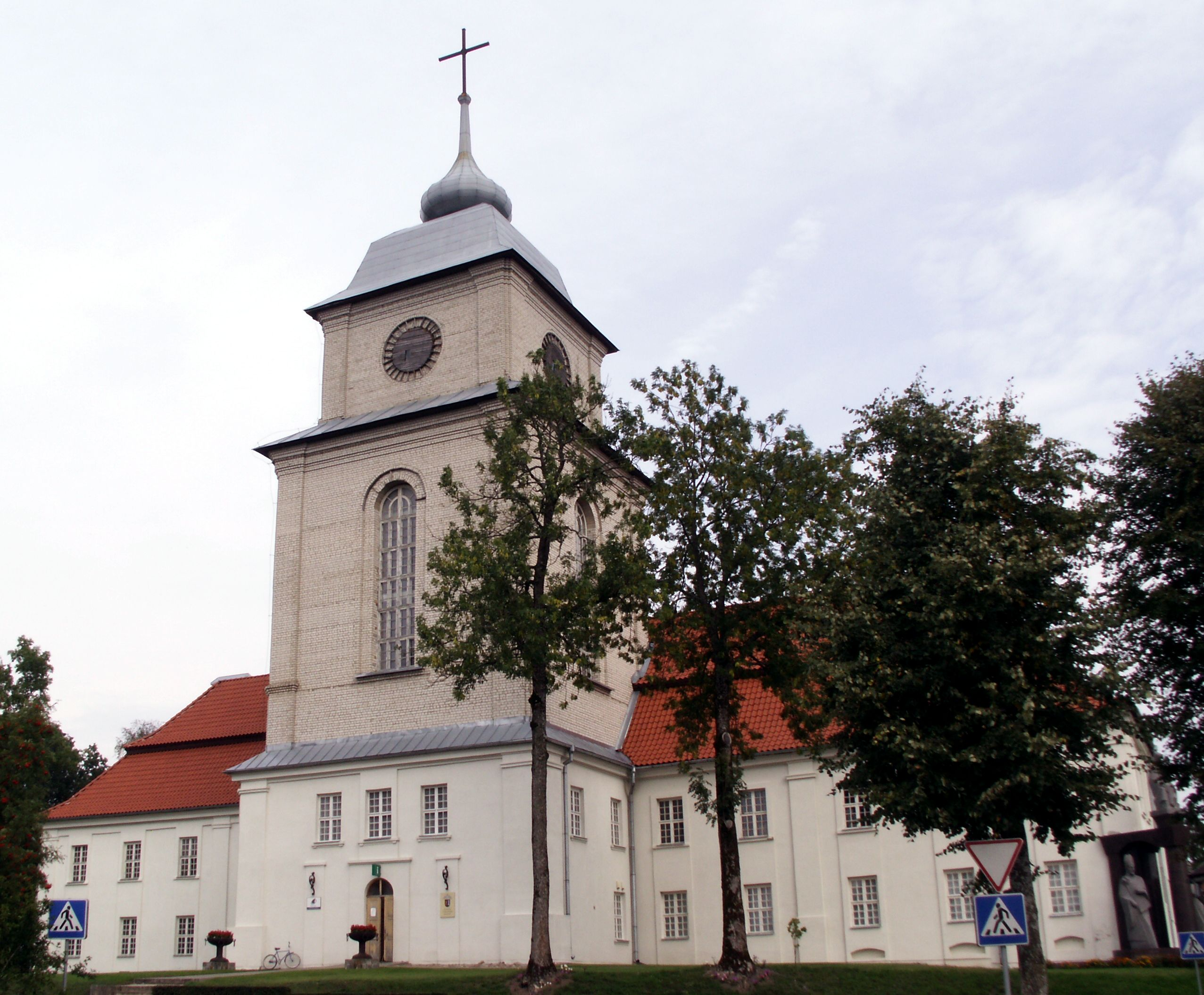
Seminarium